# 24h Le Mans 1996

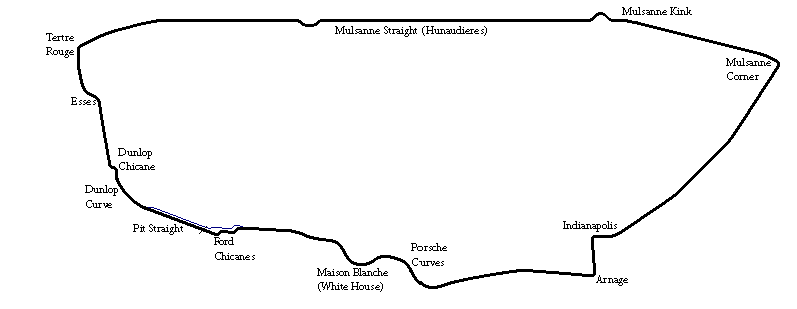
Tor Circuit de la Sarthe

24h Le Mans 1996 – 24–godzinny wyścig rozegrany na torze Circuit de la Sarthe w dniach 15–16 czerwca roku.

## Wyniki
Źródło: experiencelemans.com
| Poz.  | Klasa | Nr | Zespół                                     | Kierowcy                                               | Nadwozie                           | Opony | Okr. |
| Poz.  | Klasa | Nr | Zespół                                     | Kierowcy                                               | Silnik                             | Opony | Okr. |
| ----- | ----- | -- | ------------------------------------------ | ------------------------------------------------------ | ---------------------------------- | ----- | ---- |
| 1     | LMP1  | 7  | Joest Racing                               | Davy Jones Alexander Wurz Manuel Reuter                | TWR Porsche WSC-95                 | G     | 354  |
| 1     | LMP1  | 7  | Joest Racing                               | Davy Jones Alexander Wurz Manuel Reuter                | Porsche Type-935 3.0L Turbo Flat-6 | G     | 354  |
| 2     | GT1   | 25 | Porsche AG                                 | Hans-Joachim Stuck Thierry Boutsen Bob Wollek          | Porsche 911 GT1                    | M     | 353  |
| 2     | GT1   | 25 | Porsche AG                                 | Hans-Joachim Stuck Thierry Boutsen Bob Wollek          | Porsche 3.2L Turbo Flat-6          | M     | 353  |
| 3     | GT1   | 26 | Porsche AG                                 | Karl Wendlinger Yannick Dalmas Scott Goodyear          | Porsche 911 GT1                    | M     | 341  |
| 3     | GT1   | 26 | Porsche AG                                 | Karl Wendlinger Yannick Dalmas Scott Goodyear          | Porsche 3.2L Turbo Flat-6          | M     | 341  |
| 4     | GT1   | 30 | West Competition David Price Racing        | John Nielsen Dr. Thomas Bscher Peter Kox               | McLaren F1 GTR                     | G     | 338  |
| 4     | GT1   | 30 | West Competition David Price Racing        | John Nielsen Dr. Thomas Bscher Peter Kox               | BMW S70 6.1L V12                   | G     | 338  |
| 5     | GT1   | 34 | Gulf Racing GTC Racing                     | Pierre-Henri Raphanel Lindsay Owen-Jones David Brabham | McLaren F1 GTR                     | M     | 335  |
| 5     | GT1   | 34 | Gulf Racing GTC Racing                     | Pierre-Henri Raphanel Lindsay Owen-Jones David Brabham | BMW S70 6.1L V12                   | M     | 335  |
| 6     | GT1   | 29 | Harrods Mach One Racing David Price Racing | Andy Wallace Olivier Grouillard Derek Bell             | McLaren F1 GTR                     | G     | 328  |
| 6     | GT1   | 29 | Harrods Mach One Racing David Price Racing | Andy Wallace Olivier Grouillard Derek Bell             | BMW S70 6.1L V12                   | G     | 328  |
| 7     | LMP1  | 5  | La Filière Elf                             | Henri Pescarolo Franck Lagorce Emmanuel Collard        | Courage C36                        | M     | 327  |
| 7     | LMP1  | 5  | La Filière Elf                             | Henri Pescarolo Franck Lagorce Emmanuel Collard        | Porsche Type-935 3.0L Turbo Flat-6 | M     | 327  |
| 8     | GT1   | 39 | Team Bigazzi SRL Team BMW Motorsport       | Nelson Piquet Johnny Cecotto Danny Sullivan            | McLaren F1 GTR                     | M     | 324  |
| 8     | GT1   | 39 | Team Bigazzi SRL Team BMW Motorsport       | Nelson Piquet Johnny Cecotto Danny Sullivan            | BMW S70 6.1L V12                   | M     | 324  |
| 9     | GT1   | 33 | Gulf Racing GTC Racing                     | Ray Bellm James Weaver JJ Lehto                        | McLaren F1 GTR                     | M     | 323  |
| 9     | GT1   | 33 | Gulf Racing GTC Racing                     | Ray Bellm James Weaver JJ Lehto                        | BMW S70 6.1L V12                   | M     | 323  |
| 10    | GT1   | 48 | Canaska Southwind Motorsport               | Price Cobb Shawn Hendricks Mark Dismore                | Chrysler Viper GTS-R               | M     | 320  |
| 10    | GT1   | 48 | Canaska Southwind Motorsport               | Price Cobb Shawn Hendricks Mark Dismore                | Chrysler 356-T6 8.0L V10           | M     | 320  |
| 11    | GT1   | 38 | Team Bigazzi SRL Team BMW Motorsport       | Jacques Laffite Steve Soper Marc Duez                  | McLaren F1 GTR                     | M     | 318  |
| 11    | GT1   | 38 | Team Bigazzi SRL Team BMW Motorsport       | Jacques Laffite Steve Soper Marc Duez                  | BMW S70 6.1L V12                   | M     | 318  |
| 12    | GT2   | 79 | Roock Racing Team                          | Guy Martinolle Ralf Kelleners Bruno Eichmann           | Porsche 911 GT2                    | M     | 317  |
| 12    | GT2   | 79 | Roock Racing Team                          | Guy Martinolle Ralf Kelleners Bruno Eichmann           | Porsche 3.6L Turbo Flat-6          | M     | 317  |
| 13    | LMP1  | 4  | Courage Compétition                        | Mario Andretti Jan Lammers Derek Warwick               | Courage C36                        | M     | 315  |
| 13    | LMP1  | 4  | Courage Compétition                        | Mario Andretti Jan Lammers Derek Warwick               | Porsche Type-935 3.0L Turbo Flat-6 | M     | 315  |
| 14    | GT2   | 71 | New Hardware Racing Parr Motorsport        | Bill Farmer Greg Murphy Robert Nearn                   | Porsche 911 GT2                    | P     | 313  |
| 14    | GT2   | 71 | New Hardware Racing Parr Motorsport        | Bill Farmer Greg Murphy Robert Nearn                   | Porsche 3.6L Turbo Flat-6          | P     | 313  |
| 15    | GT1   | 23 | NISMO                                      | Kazuyoshi Hoshino Masahiro Hasemi Toshio Suzuki        | Nissan Skyline GT-R LM             | B     | 307  |
| 15    | GT1   | 23 | NISMO                                      | Kazuyoshi Hoshino Masahiro Hasemi Toshio Suzuki        | Nissan 2.8L Turbo I6               | B     | 307  |
| 16    | GT2   | 75 | Team Kunimitsu Honda                       | Kunimitsu Takahashi Keiichi Tsuchiya Akira Iida        | Honda NSX                          | Y     | 305  |
| 16    | GT2   | 75 | Team Kunimitsu Honda                       | Kunimitsu Takahashi Keiichi Tsuchiya Akira Iida        | Honda 3.0L V6                      | Y     | 305  |
| 17    | GT2   | 83 | New Hardware Racing Parr Motorsport        | Stéphane Ortelli Andy Pilgrim Andrew Bagnall           | Porsche 911 GT2                    | P     | 299  |
| 17    | GT2   | 83 | New Hardware Racing Parr Motorsport        | Stéphane Ortelli Andy Pilgrim Andrew Bagnall           | Porsche 3.6L Turbo Flat-6          | P     | 299  |
| 18    | GT2   | 77 | Seikel Motorsport                          | Guy Fuster Manfred Jurasz Takaji Suzuki                | Porsche 911 GT2                    | P     | 297  |
| 18    | GT2   | 77 | Seikel Motorsport                          | Guy Fuster Manfred Jurasz Takaji Suzuki                | Porsche 3.6L Turbo Flat-6          | P     | 297  |
| 19    | GT1   | 28 | Newcastle United Lister                    | Geoff Lees Tiff Needell Anthony Reid                   | Lister Storm GTS                   | M     | 295  |
| 19    | GT1   | 28 | Newcastle United Lister                    | Geoff Lees Tiff Needell Anthony Reid                   | Jaguar 7.0L V12                    | M     | 295  |
| 20    | GT2   | 82 | Larbre Compétition                         | Patrice Goueslard André Ahrlé Patrick Bourdais         | Porsche 911 GT2                    | M     | 284  |
| 20    | GT2   | 82 | Larbre Compétition                         | Patrice Goueslard André Ahrlé Patrick Bourdais         | Porsche 3.6L Turbo Flat-6          | M     | 284  |
| 21    | GT1   | 50 | Viper Team Oreca                           | Philippe Gache Éric Hélary Olivier Beretta             | Chrysler Viper GTS-R               | M     | 283  |
| 21    | GT1   | 50 | Viper Team Oreca                           | Philippe Gache Éric Hélary Olivier Beretta             | Chrysler 356-T6 8.0L V10           | M     | 283  |
| 22    | GT1   | 27 | Chereau Sports Larbre Compétition          | Jean-Luc Chéreau Pierre Yver Jack Leconte              | Porsche 911 GT2 Evo                | M     | 279  |
| 22    | GT1   | 27 | Chereau Sports Larbre Compétition          | Jean-Luc Chéreau Pierre Yver Jack Leconte              | Porsche 3.6L Turbo Flat-6          | M     | 279  |
| 23    | GT1   | 49 | Canaska Southwind Motorsport               | Alain Cudini Victor Sifton John Morton                 | Chrysler Viper GTS-R               | M     | 269  |
| 23    | GT1   | 49 | Canaska Southwind Motorsport               | Alain Cudini Victor Sifton John Morton                 | Chrysler 356-T6 8.0L V10           | M     | 269  |
| 24    | GT1   | 46 | Team Menicon SARD Co. Ltd.                 | Alain Ferté Mauro Martini Pascal Fabre                 | SARD MC8-R                         | D     | 256  |
| 24    | GT1   | 46 | Team Menicon SARD Co. Ltd.                 | Alain Ferté Mauro Martini Pascal Fabre                 | Toyota 4.0L Turbo V8               | D     | 256  |
| 25    | LMP2  | 20 | Mazdaspeed Co. Ltd.                        | Yōjirō Terada Jim Downing Franck Fréon                 | Kudzu DLM                          | G     | 251  |
| 25    | LMP2  | 20 | Mazdaspeed Co. Ltd.                        | Yōjirō Terada Jim Downing Franck Fréon                 | Mazda 2.0L 3-Rotor                 | G     | 251  |
| 26 NU | LMP1  | 8  | Joest Racing                               | Michele Alboreto Pierluigi Martini Didier Theys        | TWR Porsche WSC-95                 | G     | 300  |
| 26 NU | LMP1  | 8  | Joest Racing                               | Michele Alboreto Pierluigi Martini Didier Theys        | Porsche Type-935 3.0L Turbo Flat-6 | G     | 300  |
| 27 NU | LMP2  | 14 | Welter Racing SARL                         | Patrick Gonin Pierre Petit Marc Rostan                 | WR LM96                            | M     | 221  |
| 27 NU | LMP2  | 14 | Welter Racing SARL                         | Patrick Gonin Pierre Petit Marc Rostan                 | Peugeot 2.0L Turbo I4              | M     | 221  |
| 28 NU | LMP1  | 3  | Courage Compétition                        | Didier Cottaz Philippe Alliot Jérôme Policand          | Courage C36                        | M     | 215  |
| 28 NU | LMP1  | 3  | Courage Compétition                        | Didier Cottaz Philippe Alliot Jérôme Policand          | Porsche Type-935 3.0L Turbo Flat-6 | M     | 215  |
| 29 NU | GT1   | 22 | NISMO                                      | Aguri Suzuki Masahiko Kageyama Masahiko Kondō          | Nissan Skyline GT-R LM             | B     | 209  |
| 29 NU | GT1   | 22 | NISMO                                      | Aguri Suzuki Masahiko Kageyama Masahiko Kondō          | Nissan 2.8L Turbo I6               | B     | 209  |
| 30 NU | WSC   | 17 | Racing For Belgium Team Scandia            | Eric van de Poele Marc Goossens Éric Bachelart         | Ferrari 333 SP                     | P     | 208  |
| 30 NU | WSC   | 17 | Racing For Belgium Team Scandia            | Eric van de Poele Marc Goossens Éric Bachelart         | Ferrari F310E 4.0L V12             | P     | 208  |
| 31 NU | GT1   | 57 | Team SARD Toyota Co. Ltd.                  | Masanori Sekiya Hidetoshi Mitsusada Masami Kageyama    | Toyota Supra LM                    | D     | 205  |
| 31 NU | GT1   | 57 | Team SARD Toyota Co. Ltd.                  | Masanori Sekiya Hidetoshi Mitsusada Masami Kageyama    | Toyota 3S-GTE 2.1L Turbo I4        | D     | 205  |
| 32 NU | LMP2  | 15 | Welter Racing SARL                         | William David Sébastian Enjolras Arnaud Trévisiol      | WR LM96                            | M     | 162  |
| 32 NU | LMP2  | 15 | Welter Racing SARL                         | William David Sébastian Enjolras Arnaud Trévisiol      | Peugeot 2.0L Turbo I4              | M     | 162  |
| 33 NU | WSC   | 19 | Riley & Scott Cars Inc.                    | Wayne Taylor Scott Sharp Jim Pace                      | Riley & Scott Mk III               | P     | 157  |
| 33 NU | WSC   | 19 | Riley & Scott Cars Inc.                    | Wayne Taylor Scott Sharp Jim Pace                      | Oldsmobile Aurora 4.0L V8          | P     | 157  |
| 34 NU | GT1   | 53 | Kokusai Kaihatsu Racing Giroix Racing Team | Fabien Giroix Jean-Denis Délétraz Maurizio Sandro Sala | McLaren F1 GTR                     | M     | 146  |
| 34 NU | GT1   | 53 | Kokusai Kaihatsu Racing Giroix Racing Team | Fabien Giroix Jean-Denis Délétraz Maurizio Sandro Sala | BMW S70 6.1L V12                   | M     | 146  |
| 35 NU | GT1   | 59 | Ennea SRL Ferrari Club Italia              | Robert Donovan Piero Nappi Tetsuya Ōta                 | Ferrari F40 GTE                    | P     | 129  |
| 35 NU | GT1   | 59 | Ennea SRL Ferrari Club Italia              | Robert Donovan Piero Nappi Tetsuya Ōta                 | Ferrari F120B 3.5L Turbo V8        | P     | 129  |
| 36 NU | GT2   | 74 | Agusta Racing Team, Ltd.                   | Rocky Agusta Almo Coppelli Patrick Camus               | Callaway Corvette                  | D     | 114  |
| 36 NU | GT2   | 74 | Agusta Racing Team, Ltd.                   | Rocky Agusta Almo Coppelli Patrick Camus               | Chevrolet LT1 6.2L V8              | D     | 114  |
| 37 NU | LMP1  | 1  | Kremer Racing                              | Christophe Bouchut Jürgen Lässig Harri Toivonen        | Kremer K8 Spyder                   | G     | 110  |
| 37 NU | LMP1  | 1  | Kremer Racing                              | Christophe Bouchut Jürgen Lässig Harri Toivonen        | Porsche Type-935 3.0L Turbo Flat-6 | G     | 110  |
| 38 NU | GT1   | 37 | Konrad Motorsport                          | Franz Konrad Antonio Herrmann de Azevedo Wido Rössler  | Porsche 911 GT2 Evo                | M     | 107  |
| 38 NU | GT1   | 37 | Konrad Motorsport                          | Franz Konrad Antonio Herrmann de Azevedo Wido Rössler  | Porsche 3.6L Turbo Flat-6          | M     | 107  |
| 39 NU | GT1   | 44 | Ennea SRL Igol                             | Luciano Della Noce Anders Olofsson Carl Rosenblad      | Ferrari F40 GTE                    | P     | 98   |
| 39 NU | GT1   | 44 | Ennea SRL Igol                             | Luciano Della Noce Anders Olofsson Carl Rosenblad      | Ferrari F120B 3.5L Turbo V8        | P     | 98   |
| 40 NU | GT1   | 51 | Viper Team Oreca                           | Dominique Dupuy Perry McCarthy Justin Bell             | Chrysler Viper GTS-R               | M     | 96   |
| 40 NU | GT1   | 51 | Viper Team Oreca                           | Dominique Dupuy Perry McCarthy Justin Bell             | Chrysler 356-T6 8.0L V10           | M     | 96   |
| 41 NU | GT1   | 55 | Roock Racing Team                          | Jean-Pierre Jarier Jesús Pareja Dominic Chappell       | Porsche 911 GT2 Evo                | M     | 93   |
| 41 NU | GT1   | 55 | Roock Racing Team                          | Jean-Pierre Jarier Jesús Pareja Dominic Chappell       | Porsche 3.6L Turbo Flat-6          | M     | 93   |
| 42 NU | GT1   | 56 | Pilot Pen Racing                           | Michel Ferté Olivier Thévenin Nicolas Leboisettier     | Ferrari F40 LM                     | ?     | 93   |
| 42 NU | GT1   | 56 | Pilot Pen Racing                           | Michel Ferté Olivier Thévenin Nicolas Leboisettier     | Ferrari F120B 3.5L Turbo V8        | ?     | 93   |
| 43 NU | LMP1  | 2  | Kremer Racing                              | Steve Fossett George Fouché Stanley Dickens            | Kremer K8 Spyder                   | G     | 58   |
| 43 NU | LMP1  | 2  | Kremer Racing                              | Steve Fossett George Fouché Stanley Dickens            | Porsche Type-935 3.0L Turbo Flat-6 | G     | 58   |
| 44 NU | GT2   | 73 | Elf Haberthur Racing                       | Michel Neugarten Toni Seiler Bruno Ilien               | Porsche 911 GT2                    | D     | 46   |
| 44 NU | GT2   | 73 | Elf Haberthur Racing                       | Michel Neugarten Toni Seiler Bruno Ilien               | Porsche 3.6L Turbo Flat-6          | D     | 46   |
| 45 NU | GT2   | 81 | Team Marcos                                | Cor Euser Thomas Erdos Pascal Dro                      | Marcos Mantara LM600               | D     | 40   |
| 45 NU | GT2   | 81 | Team Marcos                                | Cor Euser Thomas Erdos Pascal Dro                      | Chevrolet 6.1L V8                  | D     | 40   |
| 46 NU | GT1   | 45 | Ennea SRL Igol                             | Jean-Marc Gounon Éric Bernard Paul Belmondo            | Ferrari F40 GTE                    | P     | 40   |
| 46 NU | GT1   | 45 | Ennea SRL Igol                             | Jean-Marc Gounon Éric Bernard Paul Belmondo            | Ferrari F120B 3.5L Turbo V8        | P     | 40   |
| 47 NU | GT2   | 70 | EMKA Productions                           | Steve O’Rourke Guy Holmes Soames Langston              | Porsche 911 GT2                    | D     | 32   |
| 47 NU | GT2   | 70 | EMKA Productions                           | Steve O’Rourke Guy Holmes Soames Langston              | Porsche 3.6L Turbo Flat-6          | D     | 32   |
| 48 NU | WSC   | 18 | Rocketsports Inc.                          | Andy Evans Yvan Muller Fermín Vélez                    | Ferrari 333 SP                     | P     | 31   |
| 48 NU | WSC   | 18 | Rocketsports Inc.                          | Andy Evans Yvan Muller Fermín Vélez                    | Ferrari F130E 4.0L V12             | P     | 31   |